# Italienische Botschaft in Addis Abeba
Die italienische Botschaft in Addis Abeba ist die diplomatische Vertretung Italiens in Äthiopien.

## Lage und Organisation
Die Botschaft mit einer rund 15 Hektar großen Parkanlage befindet sich knapp vier Kilometer nordöstlich der Stadtmitte von Addis Abeba. Der im Stadtteil Yeka auf einem Hügel, etwa 2.600 Meter über dem Meeresspiegel gelegene Compound wird auch als Villa Italia bezeichnet. Bis zum Zweiten Weltkrieg umfasste die Anlage entlang des kleinen Flusses Kebena in nordöstlicher Richtung rund 40 Hektar und war damit weltweit der größte italienische Botschaftskomplex. Auch heute zählt das Areal zu den größten seiner Art. In der Nachbarschaft befinden sich weitere, ähnlich weitläufige diplomatische Vertretungen, darunter die Deutsche Botschaft. Diese Botschaftsareale zählen mittlerweile zu den wenigen großen Grünflächen im Stadtgebiet, das sich im Lauf der Jahrzehnte bis zu dieser ehemals ländlich geprägten Gegend ausgedehnt hat.
Der Haupteingang der Villa Italia befindet sich im Süden an der Tsehafi Tiezaz Afewerk Street. Von dort aus durchquert in nördlicher Richtung eine Straße die Parkanlage; die Straße endet bei der Residenz des Botschafters. Es handelt sich um ein relativ kompaktes, annähernd quadratisches Gebäude mit Erd- und Kellergeschoss. Erwähnenswert ist der 154 m² große Empfangssaal. Von der zentralen Zufahrtsstraße zweigen Nebenstraßen ab, die zu anderen Gebäuden und Einrichtungen führen. Auf der westlichen Seite befinden sich unter anderem die Botschaftskanzlei mit der Konsularabteilung, die Dienstgebäude der Handelsabteilung, der Agentur für Entwicklungszusammenarbeit AICS und des Militärattachéstabs. Im östlichen Bereich liegen unter anderem Pferdestallungen und Reitplätze, die heute gegen Gebühr privaten Pferdebesitzern überlassen werden. Darüber hinaus gibt es auf dem Compound Unterkünfte für Botschaftsmitarbeiter und ein Gästehaus.
Der Botschafter Italiens in Äthiopien ist in Djibouti, im Südsudan, bei der Afrikanischen Union und bei der Intergovernmental Authority on Development (IGAD) in Djibouti mitakkreditiert. In Djibouti befindet sich ein italienisches Honorarkonsulat. In Addis Abeba betreut die Botschaft ein italienisches Kulturinstitut und eine Auslandsschule im Stadtteil Arada.

## Geschichte
Eine erste italienische Gesandtschaft befand sich in der Nähe des Marktes in der Innenstadt von Addis Abeba. Im Jahr 1907 erhielt Italien die erwähnten 40 Hektar im Nordosten der Stadt zur Nutzung für seine diplomatische Vertretung. Die noch heute genutzte Residenz wurde zwischen 1909 und 1911 nach Plänen des Turiner Architekten Carlo Ceppi unter direkter Aufsicht des Gesandten Giuseppe Colli di Felizzano errichtet. Ab 1925 begann man mit einer ersten Renovierung der Residenz und mit dem Bau zusätzlicher Gebäude. Zwischen 1936 und 1941, als Äthiopien zu Italienisch-Ostafrika gehörte, diente die Villa Italia als Landsitz des italienischen Vizekönigs und Gouverneurs Amadeus von Savoyen-Aosta. Dieser ließ aus Sicherheitsgründen eine Mauer innerhalb des Parks errichten, durch die der bewohnte Teil mit knapp 15 Hektar vom Rest des Parks abgetrennt wurde. Von 1941 bis 1944 stand das komplette Gelände unter britischer Militärverwaltung, anschließend diente das Anwesen unter der Bezeichnung Villa Sahle Selassie als Gästehaus des Kaisers von Äthiopien. Im Zuge der Wiederaufnahme der diplomatischen Beziehungen erhielt Italien die Nutzungsrechte an dem von Amadeus von Savoyen begrenzten Gelände zurück, die Eigentumsrechte im März 1956 im Gegenzug für ein Botschaftsgebäude für Äthiopien in Rom.
Die Botschafterresidenz wurde in den 1960er Jahren renoviert, weitere umfassende Renovierungsarbeiten erfolgten mit Unterstützung eines privaten italienischen Sponsors ab 2014.

## Sonstiges
Nach dem Ende des sozialistischen Regimes flohen 1991 mehrere äthiopische Regierungsvertreter in die italienische Botschaft. Der ehemalige Außenminister Birhanu Bayeh und der ehemalige Generalstabschef Addis Tedla lebten dort bis Ende 2020, weil Italien Menschen, die zum Tode verurteilt wurden, grundsätzlich nicht ausliefert. Der ehemalige Premierminister Hailu Yimenu beging in der Botschaft noch 1991 (wahrscheinlich) Selbstmord, der äthiopische General und Interimspräsident Tesfaye Gebre Kidan wurde 2004 in der Botschaft wahrscheinlich während einer Auseinandersetzung von Birhanu Bayeh so schwer verletzt, dass er kurz darauf verstarb.
Ende 2020 wurde das Todesurteil gegen Bayeh und Tedla aufgehoben, die daraufhin nach fast 30 Jahren das Botschaftsgelände verließen.